# Harri Heliövaara
Harri Heliövaara (sinh ngày 4 tháng 6 năm 1989) là tay vợt quần vợt người Phần Lan. Vị trí xếp hạng đơn cao nhất là số 194 được lập vào ngày 16 tháng 1 năm 2012, và đôi là vị trí số 128 được lập vào ngày 16 tháng 7 năm 2012. Anh ta chiến thắng danh hiệu Giải quần vợt Úc Mở rộng 2007 đôi nam trẻ với Graeme Dyce. Ở nội dung đơn, anh có 5 danh danh giải đấu ITF Futures. Còn ở nội dung đôi, ông có 1 dành hiệu giải đấu ATP Challenger ở Tashkent, Uzbekistan.

## Danh hiệu đơn
| Legend (Đơn)    |
| --------------- |
| Challengers (0) |
| Futures (5)     |

| TT | Ngày | Giải đấu  | Mặt sân  | Đối thủ               | Tỷ số              |
| -- | ---- | --------- | -------- | --------------------- | ------------------ |
| 1. | 2010 | Seogwipo  | Cứng     | Teodor-Dacian Crăciun | 6–4, 6–2           |
| 2. | 2010 | Wuhan     | Cứng     | Yong-Kyu Lim          | 6–7(5–7), 6–4, 6–0 |
| 3. | 2011 | Sheffield | Cứng (i) | Kenny de Schepper     | 6–4, 5–7, 6–4      |
| 4. | 2011 | Andijan   | Cứng     | Michael Venus         | 6–4, 6–4           |
| 5. | 2011 | Jakarta   | Cứng     | Daniel Yoo            | 6–3, 1–0, ret.     |